# Cisti renali semplici
Le cisti renali semplici o comunemente cisti renali sono lesioni benigne del parenchima renale che, non connesse a nessun tipo di ereditarietà, possono essere multiple o, più frequentemente, singole e che insorgono in reni di dimensioni normali. Tale definizione è importante poiché identifica questa entità patologica differenziandola dalla malattia policistica renale autosomica dominante, patologia con un peggiore profilo prognostico

## Anatomia patologica
Le cisti renale semplici sono di frequente riscontro in corso di autopsia. Si localizzano prevalentemente nella corticale del rene ed hanno un diametro che normalmente non supera i 5 cm. In alcuni rari casi sono state descritte cisti di dimensioni maggiori ai 10 cm. La parete della cisti è composta da un epitelio di tipo cubico, grigiastro, in genere atrofico e a volte contornato da esili tralci fibro-connettivali. Il contenuto della cisti è un liquido chiaro, trasparente, talora citrino o siero-ematico. Esiti traumatici od emorragici possono dare origine a fenomeni calcifici.

## Profilo clinico
Nella maggior parte dei casi le cisti renali semplici sono assolutamente asintomatiche. Spesso, una lieve ematuria intermittente ed isolata è il solo segno della presenza di cisti renali. In altri casi, a seguito di traumatismi o spontaneamente, una soffusione emorragica può causare l'improvvisa dilatazione della cisti che si manifesta con dolore ai fianchi e franca ematuria.

## Profilo diagnostico
Benché la diagnosi differenziale con la malattia renale policistica autosomica dominante sia praticamente immediata, le cisti renali semplici pongono notevoli difficoltà di diagnosi differenziale con il carcinoma a cellule renali o con altre neoplasie renali. In questi casi, all'ecografia, la presenza di cisti a contorni lisci, non infiltranti, non vascolarizzate e a contenuto ipodenso suggeriscono la presenza di una cisti semplice. La presenza di calcificazioni complica ancora di più la diagnosi. Nei soggetti che presentano queste caratteristiche, il follow-up con dimostrazione dell'assenza di accrescimento della cisti può evitare procedure invasive come la biopsia.